# Gabriel Puaux
Gabriel Puaux, nascut a París (6e districte) el 19 de maig de 1883 i mort a Àustria el 1er de gener de 1970, fou un diplomàtic i home polític francès.

## Biografia
Llicenciat en lletres i en dret, diplomat de l'Escola lliure de les ciències polítiques, esdevingué agregat d'ambaixada a Berna el 1908 i després cap de gabinet del resident general de França a Tunísia de 1907 a 1912. Després d'un pas per l'exèrcit durant la Primera Guerra Mundial, que li va valer de ser citat a l'Ordre de l'exèrcit, tornà a Tunísia com a secretari general del govern (1919-1922).
Ocupà a continuació les places de conseller d'ambaixada, ministre de França a Lituània, Romania i Àustria. Puaux fou igualment nomenat Alt comissionat de la República a Síria i al Líban, el 22 d'octubre de 1938, per administrar aquests dos països en nom del mandat francès i hi va restar fins al 1940. El juny de 1943, esdevingué resident general al Marroc, rellevant a Charles Noguès que havia dimitit, i va seguir al càrrec fins al març de 1946.
A França va ocupar un escó de senador representant els francesos residint a Tunísia (29 de maig de 1952 a 26 d'abril de 1959) inscrit al grup del Reagrupament del Poble Francès. Fou elegit membre de l'Acadèmia de ciències morals i polítiques l'any 1951. La seva esposa va morir l'any 1967 i ell va morir tres anys després.

## Obres
- Les Promenoirs de Mayence. Entre France et Allemagne. Wotan et Jean Jacques : l'Europe chrétienne, 1925
- Deux années au Levant. Souvenirs de Syrie et du Liban (1939-1940), 1952
- Essai de psychanalyse des protectorats nord-africains, 1954
- Mort et transfiguration de l'Autriche. 1933-1955, 1966